# Arquitectura expresionista

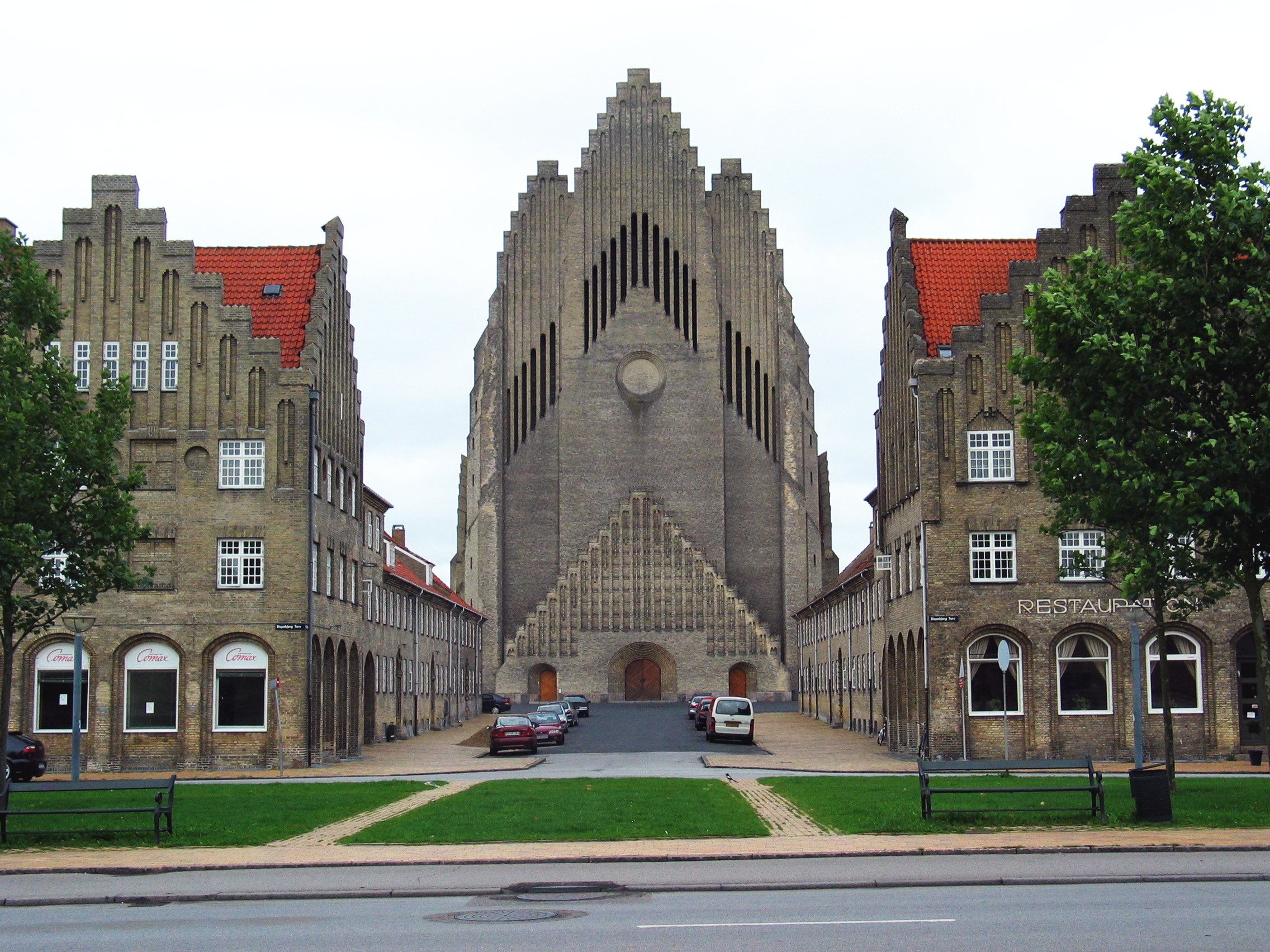
Vista de la fachada occidental de la iglesia de Grundtvig en Dinamarca, uno de los pocos ejemplos de iglesia expresionista.

La arquitectura expresionista fue un movimiento arquitectónico que se desarrolló en Europa durante las primeras décadas del siglo XX, en paralelo al Expresionismo.
El término se comenzó a usar englobando una serie de creaciones vanguardistas en Alemania, Países Bajos, Austria, Checoslovaquia y Dinamarca entre 1910 y 1924. Posteriormente, se aceptó que la arquitectura expresionista también abarcaba obras desde el año 1905, y no solamente de esos países, sino también del resto de Europa. Hoy en día, el sentido del término se considera válido para la arquitectura que, independientemente del lugar de procedencia y la época de construcción, cumple con una serie de características como la distorsión, la fragmentación, o la manifestación de una emoción violenta.
Este estilo tuvo amplias similitudes con lo que hoy podríamos llamar premodernismo, tanto en el uso de nuevos materiales, como en la innovación formal, suscitada en ocasiones por el uso de formas biomórficas, o por la ampliación de posibilidades ofrecida por la fabricación en masa de materiales de construcción como el ladrillo, el acero, o el vidrio. Muchos arquitectos expresionistas combatieron en la Primera Guerra Mundial, y su experiencia, combinada con los cambios políticos y sociales producto de la Revolución alemana de 1919, desembocaron en perspectivas utópicas, y un programa socialista romántico. Las condiciones económicas dieron lugar a una limitación en el número de construcciones entre 1914 y mediados de los años 20, cuyo resultado fue que muchas importantes obras expresionistas se quedaron en el papel, como la Architecture Alpine de Bruno Taut, o el Formspiels de Hermann Finsterlin. Los edificios destinados a exhibiciones fueron numerosos, alcanzando una cifra significativa durante este periodo. La escenografía para el teatro y el cine, fue otra gran fuente de imaginación expresionista.
La arquitectura expresionista ha estado marcada por importantes eventos, como la exposición del Deutscher Werkbund en Colonia, en el año 1914, la programación teatral de la Großes Schauspielhaus, o las actividades de la Escuela de Ámsterdam. La Torre Einstein, de Erich Mendelsohn, ubicada en Potsdam, es el icono de la arquitectura expresionista. Desde 1925, la mayoría de las principales figuras de la arquitectura expresionista como Bruno Taut, Hans Poelzig o el propio Erich Mendelsohn, dieron un giro hacia la Nueva objetividad (Neue Sachlichkeit), una visión más práctica y pragmática que huía de la agitación emocional del expresionismo. Sin embargo, todavía ciertos arquitectos como Hans Scharoun, permanecieron trabajando en un lenguaje expresionista.
No hay que confundir la arquitectura expresionista con el Movimiento Moderno de la arquitectura. La arquitectura expresionista se dio al mismo tiempo, pero de manera más sutil. Y debido a lo simple formalmente que era la expresion de este movimiento moderno, tomo mucho más fuerza, y con el paso de los años hizo que lo romántico y surrealista quedara en un plano prácticamente desconocido. 

## Características
A pesar de que la arquitectura expresionista fue individualista y, generalmente, carente de dogmas, se pueden establecer una serie de criterios objetivos que la definen. Dentro de las múltiples obras expresionistas que hoy se conocen, e independientemente de las grandes diferencias que entre ellas hay, también se pueden ver aspectos comunes:
1. Distorsión de las formas para suscitar la emoción.
2. Subordinación del realismo de las expresiones simbólicas y estilísticas, frente a la experiencia interior.
3. Búsqueda implícita de la novedad, la originalidad y el visionismo.
4. Profusión de los esquemas y trabajos en papel o maquetas, con una exploración y representación del concepto más profunda que la construcción misma.
5. Soluciones híbridas, no necesariamente simplificables a un único concepto.
6. Temática romántica de los fenómenos naturales, como las grutas, las montañas, los rayos, el cristal o las rocas, dotando a la arquitectura expresionista de un carácter más mineral que vegetal o animal, característica presente también en el modernismo.
7. Uso del potencial creativo del artesano.
8. Cercanía del estilo gótico, románico y rococó frente al clasicismo.
9. Simbiosis entre el carácter de las culturas occidental y oriental, visible en el empleo de influencias de culturas tan variadas como el islámico, Egipto, la India, o las arquitecturas romana o griega.
10. Concepción artística de la arquitectura.

## Desarrollo

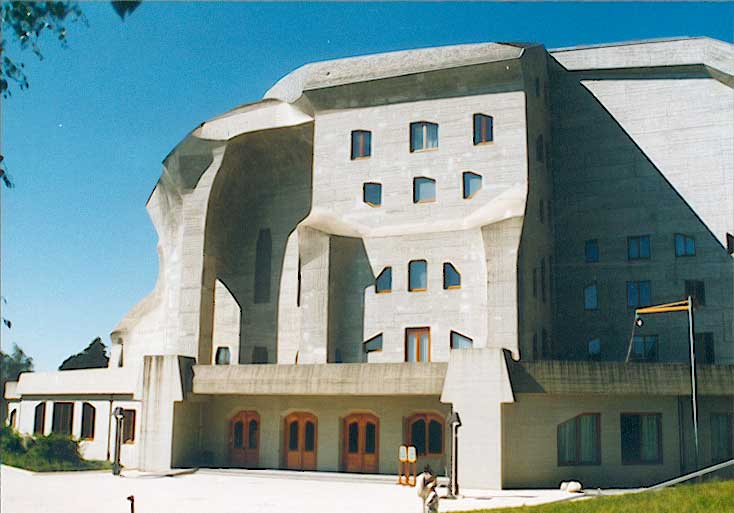
Goetheanum (1923), de Rudolf Steiner, Dornach.

La arquitectura expresionista se desarrolló principalmente en Alemania, Países Bajos, Austria, Checoslovaquia y Dinamarca. Se caracterizó por el uso de nuevos materiales, suscitado en ocasiones por el uso de formas biomórficas o por la ampliación de posibilidades ofrecida por la fabricación en masa de materiales de construcción como el ladrillo, el acero o el vidrio. Muchos arquitectos expresionistas combatieron en la Primera Guerra Mundial, y su experiencia, combinada con los cambios políticos y sociales producto de la Revolución alemana de 1918, desembocaron en perspectivas utópicas y un programa socialista romántico. La arquitectura expresionista recibió la influencia del modernismo, sobre todo de la obra de arquitectos como Henry van de Velde, Joseph Maria Olbrich y Antoni Gaudí. De carácter fuertemente experimental y utópico, las realizaciones de los expresionistas destacan por su monumentalidad, el empleo del ladrillo y la composición subjetiva, que otorga a sus obras cierto aire de excentricidad.
Un aporte teórico a la arquitectura expresionista fue el ensayo Arquitectura de cristal (1914) de Paul Scheerbart, donde ataca el funcionalismo por su falta de artisticidad y defiende la sustitución del ladrillo por el cristal. Vemos así, por ejemplo, el Pabellón de Cristal de la Exposición de Colonia de 1914, de Bruno Taut, autor que también plasmó su ideario por escrito (Arquitectura alpina, 1919). La arquitectura expresionista se desarrolló en diversos grupos, como la Deutscher Werkbund, Arbeitsrat für Kunst, Der Ring y Neues Bauen, vinculado este último a la Nueva Objetividad; también cabe destacar la Escuela de Ámsterdam. Los principales arquitectos expresionistas fueron: Bruno Taut, Walter Gropius, Erich Mendelsohn, Hans Poelzig, Hermann Finsterlin, Fritz Höger, Hans Scharoun y Rudolf Steiner. 

### Deutscher Werkbund

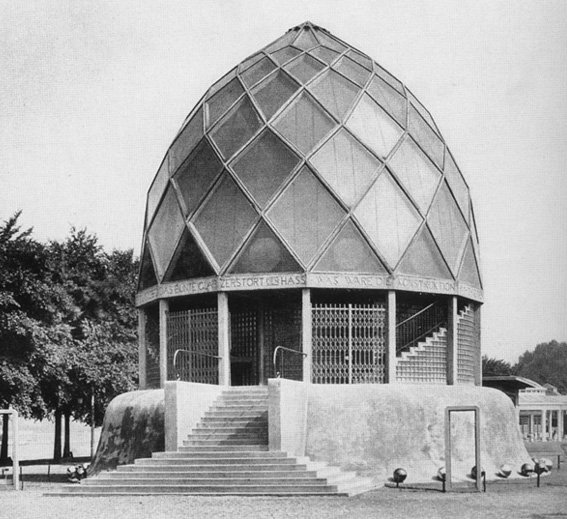
Pabellón de Cristal para la Exposición de Colonia de 1914, de Bruno Taut.

La Deutscher Werkbund (Federación alemana del trabajo) fue el primer movimiento arquitectónico relacionado con el expresionismo producido en Alemania. Fundada en Múnich el 9 de octubre de 1907 por Hermann Muthesius, Friedrich Naumann y Karl Schmidt, incorporó posteriormente a figuras como Walter Gropius, Bruno Taut, Hans Poelzig, Peter Behrens, Theodor Fischer, Josef Hoffmann, Wilhelm Kreis, Adelbert Niemeyer y Richard Riemerschmidt. Heredera del Jugendstil y de la Sezession vienesa, e inspirada en el movimiento Arts & Crafts, su objetivo era la integración de arquitectura, industria y artesanía a través del trabajo profesional, la educación y la publicidad, así como introducir el diseño arquitectónico en la modernidad y conferirle un carácter industrial. Las principales características del movimiento fueron el uso de nuevos materiales como el vidrio y el acero, la importancia del diseño industrial y el funcionalismo decorativo.
La Deutscher Werkbund organizó diversas conferencias publicadas posteriormente en forma de anuarios, como El arte en la industria y el comercio (1913) y El transporte (1914). Asimismo, en 1914 celebraron una exposición en Colonia que obtuvo un gran éxito y difusión internacional, destacando el pabellón de vidrio y acero diseñado por Bruno Taut. El éxito de la exposición provocó un gran auge del movimiento, que pasó de tener 491 miembros en 1908 a 3000 en 1929. Durante la Primera Guerra Mundial estuvo a punto de desaparecer, pero resurgió en 1919 tras una convención en Stuttgart, donde fue elegido presidente Hans Poelzig –sustituido en 1921 por Riemerschmidt–. Durante esos años se produjeron varias controversias sobre si debía primar más el diseño industrial o el artístico, produciéndose diversas disensiones en el grupo. 
En los años 1920 el movimiento derivó del expresionismo y la artesanía al funcionalismo y la industria, incorporando nuevos miembros como Ludwig Mies van der Rohe. Se editó una nueva revista, Die Form (1922-1934), que difundió las nuevas ideas del grupo, centradas en el aspecto social de la arquitectura y en el desarrollo urbanístico. En 1927 celebraron una nueva exposición en Stuttgart, construyendo una gran colonia de viviendas, la Weissenhofsiedlung, con diseño de Mies van der Rohe y edificios construidos por Gropius, Behrens, Poelzig, Taut, etc., junto a arquitectos de fuera de Alemania como Jacobus Johannes Pieter Oud, Le Corbusier y Victor Bourgeois. Esta muestra fue uno de los puntos de partida del nuevo estilo arquitectónico que empezaba a surgir, conocido como estilo internacional o racionalismo. La Deutscher Werkbund se disolvió en 1934 debido principalmente a la crisis económica y al nazismo. Su espíritu influyó enormemente en la Bauhaus, e inspiró la fundación de organismos parecidos en otros países, como Suiza, Austria, Suecia y Gran Bretaña.

### Escuela de Ámsterdam
Paralelamente a la Deutscher Werkbund alemana, entre 1915 y 1930 se desarrolló una notable escuela arquitectónica de carácter expresionista en Ámsterdam (Países Bajos). Influidos por el modernismo (principalmente Henry van de Velde y Antoni Gaudí) y por Hendrik Petrus Berlage, se inspiraron en las formas naturales, con edificios de diseño imaginativo donde predomina el uso del ladrillo y el hormigón. Sus principales miembros fueron Michel de Klerk, Pieter Lodewijk Kramer y Johann Melchior Van der Mey, que trabajaron de forma conjunta infinidad de veces, contribuyendo en gran manera al desarrollo urbanístico de Ámsterdam, con un estilo orgánico inspirado en la arquitectura tradicional holandesa, destacando las superficies onduladas. Sus principales obras fueron el Scheepvaarthuis (Van der Mey , 1911-1916) y el Eigen Haard Estate (De Klerk, 1913-1920).

### Arbeitsrat für Kunst
El Arbeitsrat für Kunst (Consejo de trabajadores del arte) fue fundado en 1918 en Berlín por el arquitecto Bruno Taut y el crítico Adolf Behne. Surgido tras el fin de la Primera Guerra Mundial, su objetivo era la creación de un grupo de artistas que pudiese influir en el nuevo gobierno alemán, con vistas a la regeneración de la arquitectura nacional, con un claro componente utópico. Sus obras destacan por el uso del vidrio y el acero, así como por las formas imaginativas y cargadas de un intenso misticismo. Enseguida captaron miembros provenientes de la Deutscher Werkbund, como Walter Gropius, Erich Mendelsohn, Otto Bartning y Ludwig Hilberseimer, y contaron con la colaboración de otros artistas, como los pintores Lyonel Feininger, Erich Heckel, Karl Schmidt-Rottluff, Emil Nolde y Max Pechstein, y los escultores Georg Kolbe, Rudolf Belling y Gerhard Marcks. Esta variedad se explica porque las aspiraciones del grupo eran más políticas que artísticas, pretendiendo influir en las decisiones del nuevo gobierno en torno al arte y la arquitectura. Sin embargo, tras los sucesos de enero de 1919 relacionados con la Liga Espartaquista, el grupo renunció a sus fines políticos, dedicándose a organizar exposiciones. Taut dimitió como presidente, siendo sustituido por Gropius, aunque finalmente se disolvieron el 30 de mayo de 1921.

### Der Ring

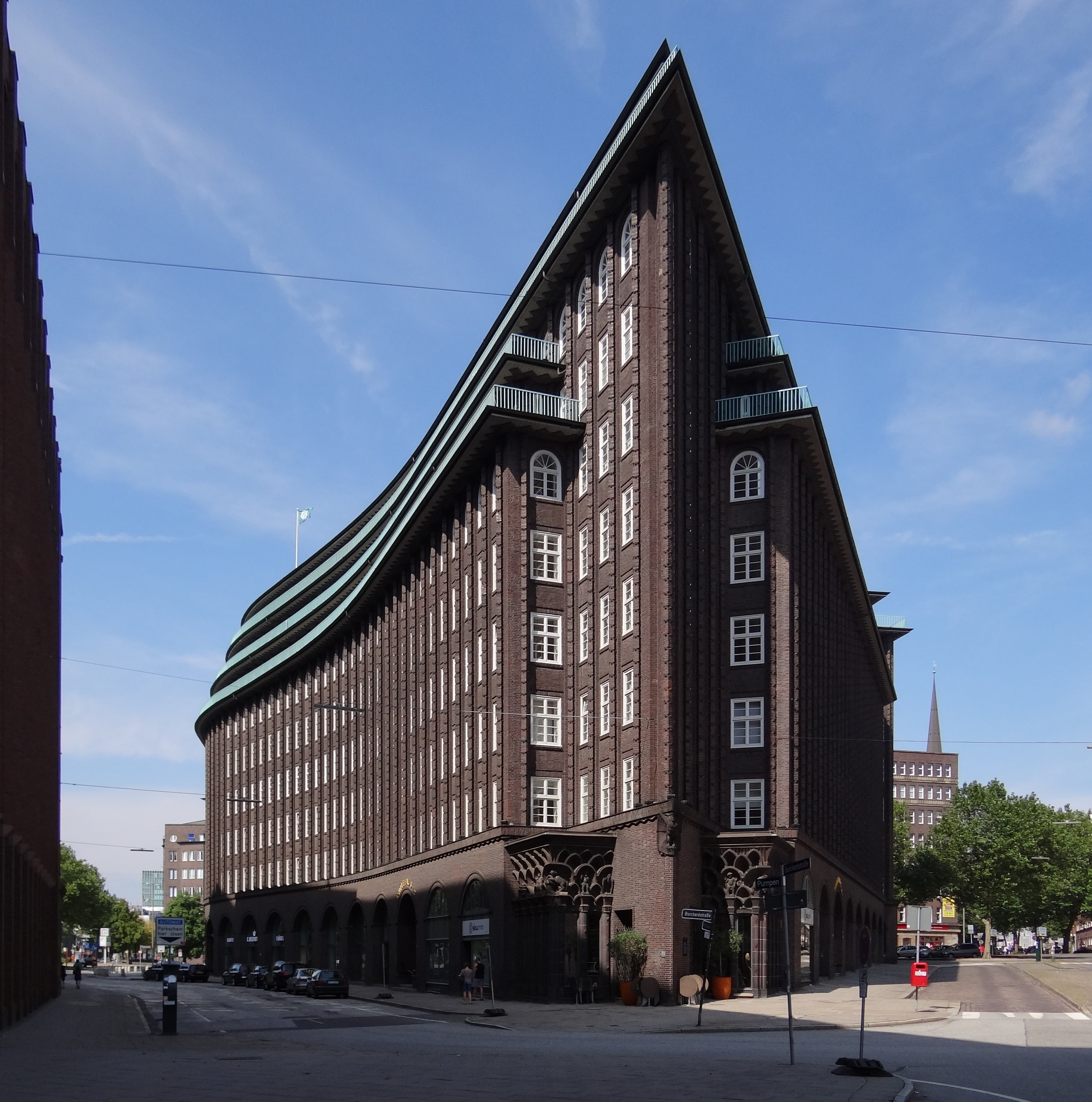
Chilehaus (1923), de Fritz Höger, Hamburgo. Obra simbólica del expresionismo en ladrillo.

El grupo Der Ring (El círculo) fue fundado en Berlín en 1923 por Bruno Taut, Ludwig Mies van der Rohe, Peter Behrens, Erich Mendelsohn, Otto Bartning, Hugo Häring y varios arquitectos más, a los que pronto se añadieron Walter Gropius, Ludwig Hilberseimer, Hans Scharoun, Ernst May, Hans y Wassili Luckhardt, Adolf Meyer, Martin Wagner, etc. Su objetivo era, al igual que en los movimientos precedentes, renovar la arquitectura de su época, poniendo especial énfasis en los aspectos sociales y urbanísticos, así como en la investigación en nuevos materiales y técnicas de construcción. Entre 1926 y 1930 desarrollaron una notable labor de construcción de viviendas sociales en Berlín, con casas que destacan por el aprovechamiento de la luz natural y su ubicación en zonas verdes, destacando la Hufeisensiedlung (Colonia de la Herradura, 1925-1930), de Taut y Wagner. Der Ring desapareció en 1933 tras el advenimiento del nazismo.

### Neues Bauen
Neues Bauen (Nuevo edificio) fue el nombre que se dio en arquitectura a la Nueva Objetividad, reacción directa a los excesos estilísticos de la arquitectura expresionista y el cambio en el estado de ánimo nacional, en el que predominaba el componente social sobre el individual. Arquitectos como Bruno Taut, Erich Mendelsohn y Hans Poelzig se volvieron hacia el enfoque sencillo, funcional y práctico de la Nueva Objetividad. La Neues Bauen floreció en el breve período entre la adopción del plan Dawes y el auge del nazismo, abarcando exposiciones públicas como el Weissenhof Estate, el amplio planeamiento urbano y proyectos de promociones públicas de Taut y Ernst May, y los influyentes experimentos de la Bauhaus.